# Farba typograficzna
Farba typograficzna – rodzaj farby drukowej stosowanej w poligraficznych maszynach drukujących w technice typograficznej. Zasadniczym nośnikiem barwy tych farb są pigmenty i laki, natomiast spoiwo stanowią żywice i modyfikowane oleje mineralne lub roślinne. Czasem w farbie znajdują się wypełniacze.